# ボナペティ (雑誌)
『ボナペティ』（Bon Appétit）は、アメリカ合衆国の料理とホームパーティーに関する月刊雑誌。1956年創刊で、レシピ、ゲストを楽しませるコツ、ワインのレビューといったような記事が掲載されることが多い。編集部は他のコンデナスト社刊行の雑誌と同様、マンハッタンのワンワールドトレードセンターにあり、 近年は、ソーシャルメディア、ウェブサイトでのレシピの公開、人気上昇中のYouTubeチャンネルなどといった、インターネット技術を活用していることでよく知られている。 

## 歴史
『ボナペティ』の歴史は、1956年に酒屋で配布される雑誌として始まった。同年12月にシカゴで隔月刊誌として確立した後、1965年にミズーリ州カンザスシティで広告業に携わっていた、M・フランク・ジョーンズという人物によって買収された。オーナー、編集者、出版者の役割を一人で果たしていたジョーンズは1970年に雑誌を食品会社のピルズベリーに売却、5年後には同社が『アーキテクチュラル・ダイジェスト』で有名だった出版社のKnapp Communicationsに売却した。 雑誌の編集部門にとどまったジョーンズは当時アーキテクチュラル・ダイジェストの編集長で、1976年から『ボナペティ』の編集長も務めることとなったPaige Renseに出版に関する支援を仰いだ。彼ら二人の手によって、雑誌がそれまでの無料配布形式から今日の定期購読を基本とした月刊誌とすることが決まった。Renseの編集手腕とジョーンズの広告戦略の甲斐もあり、1980年には同様の料理雑誌の中で最多となる110万人の定期購読者を誇るほどにまで成長した。 
1993年、Knapp Communicationsは現在の出版社であるコンデナスト社に買収された。かつての競合紙で、先に同社に吸収されていた『グルメ』は、2009年に廃刊となり、『ボナペティ』は姉妹誌を失うこととなった。 
2011年に編集部がKnapp Communications時代以来本拠地としていたロサンゼルスからニューヨークに移転 すると同時に、編集長も2000年より同職についていたBarbara Fairchildから同じコンデナストのファッション雑誌・『GQ』で編集者をしていたアダム・ラポポートへと代替わりをした。これはラポポートが『GQ』より前にニューヨーク版の『タイムアウト』においてレストラン欄の編集をしており、またジェームズ・ビアード財団の出版局で働いていた経験があったことによる 。 
2012年のコンデナスト社の報告によれば印刷版について、同年の1月から11月までの期間で1,452,953件の定期購読契約があったのに加え、一冊単位で購入されたのが88,516冊あった。また読者層の年齢の中央値は48.4歳で、そのうち74％が女性、 さらに読者全体の46％は大学の学位号を所持しており、36％が専門職または管理の職についていること、59％は結婚していることが明らかにされた。 

### 近年の展開
『グルメ』が廃刊となったあと、『ボナペティ』では読者と広告主・スポンサーの引き継ぎがうまくいっておらず、競合紙に圧倒される状況にあった。特に収入源である広告紙面の販売成績は芳しくなく、2010年は2008年と比較し27％の減少となる など停滞の時期が続いていた。新編集長の就任に合わせ、2011年に「Bite me」と名付けたキャンペーンに50万ドルほどの予算をかけて積極的にテコ入れを図ったこともあった。 
だが近年、『ボナペティ』は老舗雑誌でありながらソーシャルメディアやウェブサイト、YouTubeを積極的に活用することで、インターネット上での存在感を強めることに成功しつつある。2018年から2019年にかけて、動画関連の収入が40％増加するとともに、 デジタル関係のコンテンツへのサブスクリプションが64％増えた。 こうした状況を受け、コンデナストの本社も『ボナペティ』の YouTube等のオンライン人気を活用することで雑誌自体の読者層の拡大と「10億ドル規模」とも言われる新たなビジネスの追求を推し進めている。前者の一事例として、2019年の11月号にYouTubeで人気の『ボナペティ』のテストキッチンで働くスタッフそれぞれの表紙を用意し、８つのバージョンを販売するということがあった。 
このような近年の展開は広告主の関心を引きつけるとともに、グースアイランドビールや 三菱 といった企業とのコラボ企画へもつながっている。 

### 不祥事
2020年6月8日、アダム・ラポポートが13年前のハロウィーンにおいて有色人種の仮装をした写真が注目を集め、広範な批判を巻き起こしたことで、編集長としての職から退くこととなった 。また、スタッフの間に人種による給与上の差別があるという編集者の内部告発の内容に関連して『ボナペティ』での同僚たちからも辞職を求める声があった 。最終的にはAmanda Shapiroが彼の後を引き継いで暫定的に編集長を務めることとなった。 
ラポポート以外のスタッフの過去の人種差別的行為・発言についても社会的な関心が高まり、当該の社員が謝罪をする事例が続いた  中で、コンデナストのCEOであるロジャー・リンチは、同社における人種差別的待遇について社員たちは早期の段階で社内に用意されていた窓口などに訴えるべきであったという旨の発言をしたと報道されている。 

## 公式YouTube
公式ユーチューブは2012年に、紋切り型なレシピ動画を投稿するチャンネルとして発足した 。チャンネル用のビデオは主に、コンデナストの本社があるワンワールドトレードセンター35階の『ボナペティ』テストキッチンで撮影されている。 
2016年に当時のテストキッチンのマネージャーだったブラッド・レオーネが発酵食品を作る様子をまとめたIt's Alive with Brad と題されたシリーズが始まると、カジュアルで簡素な雰囲気とユーモアのある編集が評価され、同様のスタイルでテストキッチンのシェフを主役に据えるという公式チャンネルの方向性が確立された。
2017年7月には、 クレア・サフィッツによるGourmet Makesのシリーズが開始され、ドリトスやトゥインキーズ、ポッキーといった市販のお菓子を一般家庭で再現する動画の数々がかつてない人気を呼び、ソーシャルメディアでのさらなるファン層の獲得につながった。 
上記のような特定の主役シェフの性格が色濃く現れた、ゆるい雰囲気の動画の数々はそれまでの専門的で、お高く止まったものと目されてきた『ボナペティ』のブランドイメージと対照的なものであり、フォーブスはそれらの人気がコンデナスト自体のオンライン動画戦略に変革をもたらしたというように評している。その結果が2019年に始められたApple TVなどのストリーミングチャンネル限定の新シリーズ展開だった。 
動画シリーズを通じて有名となったシェフたちは『ザ・トゥナイト・ショー』のようなテレビ番組にゲストと呼ばれることもあり、また反対にナタリー・ポートマンやゴードン・ラムゼイのような有名人が『ボナペティ』の動画に現れることもある。    
2020年8月、人種差別関連の不祥事を受けて再発防止と待遇改善の取り組みが続けられていたとされる中で、チャンネルの動画で人気だったシェフ3人（いずれも非白人）が退職することを発表した。    

## America’s Best New Restaurants
2009年以来、『ボナペティ』では毎年8月末に全米で新しく開店したレストランのランキングを発表している。9月号のために準備されるこのランキングは最初に50件がノミネートされ、最終的に10位までに絞られる仕組みだが、企画が始まって最初の2年のうちは順位づけはされていなかった。